# زبان‌های آستروآسیایی
زبان‌های آستروآسیایی یا مون-خمر یک خانواده زبانی بزرگ بومی هندوچین و بخش‌هایی از هند، بنگلادش، نپال و جنوب چین هستند. امروزه ۱۱۷ میلیون گویشور زبان‌های آستروآسیایی در جهان می‌زیند. از این زبان‌ها فقط ویتنامی، خمر و مون دارای پیشینه نوشتاری طولانی و فقط ویتنامی و خمر دارای وضعیت رسمی (به ترتیب در ویتنام و کامبوج) هستند. زبان مون نیز به عنوان زبان بومی در میانمار و تایلند به رسمیت شناخته شده‌است. زبان وا نیز در میانمار زبان رسمی دفاکتوی ایالت وا است. سانتالی نیز یکی از ۲۲ زبان برنامه‌ریزی‌شده هند است. سایر زبان‌های این خانواده توسط گروه‌های اقلیتی گفتگو می‌شوند و دارای وضعیت رسمی نیستند.
اتنولوگ ۱۶۸ زبان آسترونزیایی را برمی‌شمرد. این زبان‌ها سیزده شاخه را می‌سازند (و شاید چهارده شاخه با محاسبه زبان شومپن که عضویت کاملاً پذیرفته نمی‌شود) که به دو گروه مون-خمر و موندا تقسیم می‌شوند. دسته‌بندی‌های جدیدتر این زبان‌ها را به سه شاخه (موندا، مون-خمر هسته‌ای و کهاسی-خمویی) تقسیم می‌کنند یا گاه همه گروه‌ها را زیرشاخه مون-خمر قرار داده و این نام را برابر با نام کل خانواده بر می‌شمرند.
زبان‌های آستروآسیایی در جنوب شرق آسیا و بخش‌هایی از هند، بنگلادش، نپال و شرق آسیا پراکنده شده و توسط دیگر زبان‌ها از یکدیگر جدا شده‌اند. به نظر می‌رسد که آن‌ها زبان بومی جنوب شرق آسیا (به جز جزایر آندامان) بوده‌اند و خانواده‌های همسایه همچون کرا-دای، همونگ-مین، آسترونزیایی و زبان‌های چینی-تبتی توسط مهاجرت‌های بعدی به منطقه وارد شده‌اند.

## زبان‌ها
یک روش رایج برای دسته‌بندی این زبان‌ها به شرح زیر است:
- موندا
  - موندای شمالی
    - کورکو
    - خرواری

  - موندای جنوبی
    - خاریا–جوانگ
    - موندای کوراپوت
- مون-خمر
  - مون-خمر شرقی
    - خمر (کامبوجی)
    - پیری
    - باهناری
    - کوتویی
    - ویتی (شامل ویتنامی)

  - مون-خمر شمالی
    - کهاسی (مگالایا، هند)
    - پالائونگی
    - خمویی

  - مون-خمر جنوبی
    - مون
    - آسلی (مالایا)
    - نیکوباری (جزایر نیکوبار)